# BKMA Jerewan
Der BKMA Jerewan (armenisch Բանակի Կենտրոնական Մարզական Ակումբ Երևան), Banaki Kentronakan Marzakan Akumb Jerewan; (russisch Центральный Спортивный Клуб Армии Ереван) ist ein armenischer Fußballverein aus der Hauptstadt Jerewan, der zurzeit in der Bardsragujn chumb (1. Liga) spielt.

## Geschichte
Während der Sowjetherrschaft in Armenien wurde 1948 der Zentrale Sportklub der Armee in Eriwan gegründet. Der Verein war unter seiner russischen Abkürzung allgemein als ZSKA Jerewan bekannt. 1949 nahm der Klub durch den Sieg im Pokal der Armenischen SSR am Pokal der UdSSR als DO Jerewan teil.
Nach der Unabhängigkeit Armeniens im Jahr 1991 gab der BKMA in der zweiten Liga sein professionelles Debüt zweiten Liga, wo 1994 der dritte Platz belegt wurde. Nach der inoffiziellen Übergangssaison 1995 schaffte das Team ein Jahr später den zweiten Platz und stieg durch den Sieg in der Relegation gegen Aragaz Grumri in die oberste Liga auf.
Nach nur einem Jahr Erstklassigkeit musste der Verein in der Winterpause 1996/97 Konkurs anmelden. In der Mitte der Saison wurde BKMA aufgelöst und alle verbliebenen Spiele wurden mit 3:0 für die Gegner gewertet, was zum zwölften und letzten Platz führte. Im Jahr 2019 wurde der Verein durch Bemühungen des armenischen Verteidigungsministers Dawid Tonojan wiederbelebt. Rafael Nasarjan wurde zum Trainer ernannt. In der Saison 2019/20 belegte die Mannschaft den vierten Platz. Ein Jahr später wurde das Team durch den zweiten Platz in die höchste Liga aufgenommen, wo am Saisonende Platz neun heraussprang. Nach einem weiteren Platz neun wäre der Verein nach der Saison 2023/24 eigentlich als Tabellenletzter abgestiegen, konnte aber aufgrund der Erhöhung der Startplätze (auf elf Teilnehmer) in der armenischen Liga 2024/25 die Klasse halten.

## Namensänderungen
- 1948 – 1953: DO Jerewan
- 1954 – 1956: ODO Jerewan
- 1957 – 1959: SKWO Jerewan
- 1960 – 1988: SKA Jerewan
- 1989 – 1995: BKMA Jerewan
- 1996 – 1997: ZSKA Jerewan
- 1997: 000000Konkurs
- 2019 – 00000BKMA Jerewan